# Aeropuerto Regional de Tri-Cities (Tennessee)
El Aeropuerto de Tri-Cities (del inglés: Tri-Cities Airport, TN/VA) (IATA: TRI, OACI: KTRI, FAA LID: TRI)) es un aeropuerto regional localizado en Blountville, Tennessee y sirve al área de Tri-Cities (Bristol, Johnson City, Kingsport) en el noreste de Tennessee y el suroeste de Virginia. El aeropuerto está operado Tri-Cities Airport Authority (TCAA), cuyos miembros son designados por las ciudades de Johnson City, Kingsport, (TN) y Bristol (VA).

## Información
A mediados de la década de 1930, el Aeródromo de Johnson City y la Aeropista de Kingsport no se consideraron prácticos para una expansión, por lo que  Bristol, Johnson City y Kingsport cooperaron con el condado de Sullivan para construir un aeropuerto en un terreno de 323 acres en el condado de Sullivan, entre las tres ciudades. En septiembre de 1937, se construyeron dos pistas pequeñas, un edificio terminal y un hangar para aviones, y en ese mismo año el aeropuerto vio su primer avión comercial, un DC-2 de American Airlines. El 5 de noviembre de 1937, el senador Kenneth McKellar inauguró el McKellar Field, ahora conocido como Tri-Cities Airport TN/VA.

## Instalaciones
El aeropuerto Tri-Cities cubre 506 ha (1250 acres) a una altitud de 463 m (1519 pies). Tiene dos pistas de asfalto: la 5/23 mide 2,438 x 46 m (8,000 por 150 pies) y la 9/27 mide 1,354 x 46 m (4,442 por 150 pies).
Para el año que finalizó el 31 de marzo de 2023, el aeropuerto tuvo 49,790 operaciones de aeronaves, un promedio de 136 por día: 72% aviación general, 13% taxi aéreo, 9% aerolíneas y 5% militares. En marzo de 2023, había 53 aeronaves basadas en este aeropuerto: 31 monomotores, 8 multimotores, 12 jets y 2 helicópteros.

## Aerolíneas y destinos
| Aerolíneas       | Destinos                                                                                           |
| ---------------- | -------------------------------------------------------------------------------------------------- |
| Allegiant Air    | Orlando/Sanford Estacional: San Petersburgo/Clearwater                                             |
| American Eagle   | Charlotte, Dallas-Fort Worth                                                                       |
| Breeze Airways   | Orlando (inicia el 12 de diciembre de 2025), Washington–Dulles (inicia el 15 de diciembre de 2025) |
| Delta Connection | Atlanta                                                                                            |